# Солонченко, Владимир Данилович
Владимир Данилович Солонченко (22 октября 1922, Красноярск — 25 июня 1944) — советский военнослужащий, участник Великой Отечественной войны, Герой Советского Союза (1944).

## Биография
Родился в русской семье рабочего. В 1939 году окончил 7 классов школы № 33 (ныне школа № 2) на станции Чернореченская (Козульский район Красноярского края). Работал на Чернореченской метеостанции, с 1940 года, после окончания курсов метеонаблюдателей — начальником метеостанции.
В ноябре 1941 года призван в Красную Армию, с декабря 1941 года — на фронтах Великой Отечественной войны. Был ранен, лечился в Воронеже. Окончил пулемётное училище. В 1944 году вступил в ВКП(б).
24 июня 1944 года, будучи командиром пулемётной роты 199-го гвардейского стрелкового полка (67-я гвардейская стрелковая дивизия, 6-я гвардейская армия, 1-й Прибалтийский фронт), гвардии старший лейтенант Солонченко со своими бойцами форсировал реку Западная Двина и захватил плацдарм у деревни Лабейки Бешенковичского района Витебской области. При отражении контратаки противника, когда вышел из строя один из расчётов, сам лёг за пулемёт. Нанёс контратакующему противнику большой урон в живой силе. Погиб в бою за плацдарм 25 июня 1944 года.
Похоронен в братской могиле в деревне Узречье (Бешенковичский район, Витебская область).

### Семья
- Отец — Даниил Никитич Солонченко (? — 6.5.1933), работал слесарем в вагонном депо станции Красноярск, осмотрщиком вагонов на станции Чернореченская.
- Мать — Мария Евстафьевна.
- Братья: Константин (род. 13.3.1920), Михаил, Александр (род 22.1.1925).

## Награды
- Медаль «Золотая Звезда» Героя Советского Союза (22.7.1944, посмертно)
- Орден Ленина
- Два ордена Красной Звезды
- Медали

## Память

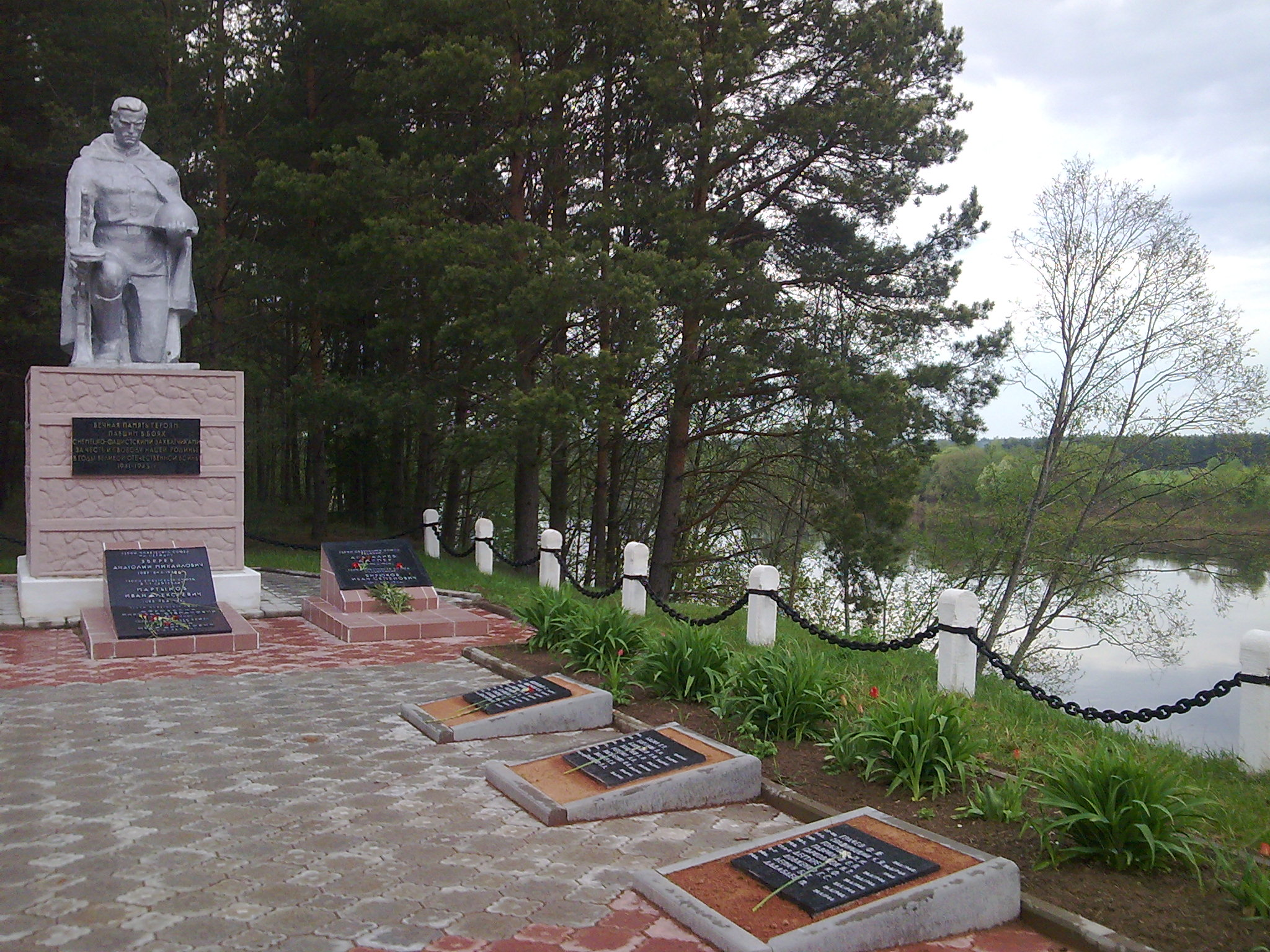
Мемориальный комплекс в Узречье, где похоронен В. Д. Солонченко

- Мемориальный комплекс в Узречье, где похоронен В. Д. СолонченкоПохоронен в деревне Узречье Улльского сельсовета Бешенковичского района Витебской области Беларуси.
- В деревне Лабейки установлен обелиск.
- Улица, на которой жил В. Солонченко в Чернореченске, названа его именем; дом, в котором он жил, принят на государственную охрану как объект культурного наследия[2].
- На здании школы, в которой учился В. Солонченко, установлена мемориальная доска.